# Брук, Чарльз Вайнер

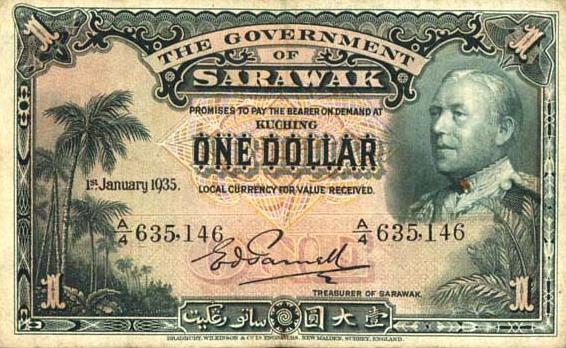
Чарльз Брук на банкноте Саравака

Чарльз Вайнер де Виндт Брук (30 сентября 1874 — 9 мая 1963) — третий и последний раджа Саравака из династии Белых раджей.

## Биография
В юности Брук состоял на государственной службе Саравака. Во время поездки в Англию Чарльз женился на Сильвии Бретт и в 1911 году вернулся с женой на Саравак.
После смерти своего отца, второго короля Саравака, Чарльза Энтони Джонсона Брука, он был объявлен королём 24 мая 1917 года. В начале правления в Сараваке начался расцвет нефтяной и каучуковой промышленности. Это позволило Сараваку поднять уровень жизни в стране, улучшить инфраструктуру, а также модернизировать экономику.
Брук продолжал проводить политику, опиравшуюся на поддержку местного населения, запрещал христианских миссионеров и поощрял местные традиции, за исключением людоедства и охоты за головами. В ходе Второй мировой войны в 1941 году на территорию государства высадились японцы. Брук эвакуировал свою семью в Сидней, где он пробыл всю войну.
Он вернулся на Саравак 15 апреля 1946 года и временно оставался там королём, пока 1 июля 1946 года не передал Саравак в состав Британской империи, получив за это пенсию от британских властей для себя и своих троих дочерей. На этом правление династии Белых раджей завершилось.
Чарльз Вайнер Брук умер в Лондоне 9 мая 1963 года, не дожив четырёх месяцев до вхождения Саравака в состав Малайской федерации.

## Семья
Энтони Уолтер Дайрелл Брук — племянник, и законный наследник престола, в 1951 году отказался от каких-либо претензий на восстановление независимости Саравака. Проживал в Суссексе и Шотландии вплоть до 1987 года, когда вместе с второй супругой переехал в Новую Зеландию. Умер 2-го марта 2011 года в возрасте 99 лет. Он был путешественником и преподавателем, сооснователем фонда «Мир через единство».